# Michel de La Guerre
Michel de la Guerre, né en 1605 (?) à Paris, et mort le 13 novembre 1679 à Paris, est un compositeur et organiste français.

## Biographie
On ne connaît pas sa date de naissance précise (1605/1606 ?) et il naquit à Paris. Il devait, comme il était de tradition alors, être issu d'une famille de musiciens puisqu'un de ses frères, François, apparaît aussi comme organiste.
Vers 1620, il eut très tôt (il avait 14 ans) un premier poste d'organiste en l'Église Saint-Leu, succédant à Charles Racquet.
Il devient organiste à la Sainte-Chapelle en 1633. Les registres de délibérations capitulaires de la Sainte Chapelle, conservés aux Archives Nationales, nous indiquent, à la date du 1er janvier 1633 : « Le dict jour, les dicts Sieurs ont receu Michel de la Guerre, né et natif de Paris pour organiste de la Sainte Chapelle en la place de La Halle, cy-devant organiste. » 
Il garda cette charge jusqu’à sa mort en 1679, où il était « Organiste du Roy en sa Sainte Chapelle  du Palais et Receveur général du Temporel de ladite Sainte Chapelle ». 
Jean Loret dans La Muze historique parle de lui comme d'« un très excellent maître de luth ».
Avec sa femme, Marguerite (ou Marie) Trépagne (morte en 1686), il eut 10 enfants. Parmi eux, Jérôme(Hiérome) qui lui succéda à l’orgue de la Sainte-Chapelle ; Marin (1658-1704), organiste des jésuites de la rue Saint-Antoine (aujourd'hui Église Saint-Paul-Saint-Louis) puis à l'Église Saint-Séverin, qui épousa Élisabeth Jacquet (1665–1729), une des rares compositrices de ce temps, et claveciniste française.
Le musicologue Henri Quittard le considère davantage comme un luthiste que comme un organiste ou claveciniste. L'inventaire des instruments trouvés à sa mort dans ses deux maisons de Paris et d'Arcueil comprend « une basse de violle et un tuorbe. une régalle garny de son souffletz de plomb (…), une petite espinette,  un cabinet d'horgue de bois noirey doublé de vetours (…), un clavesin à deux claviers (…), une espinette couverte de cuivre rouge [sur] son chassis de bois de noyer (…) et un tuorbe (…) ».

### L’un des premiers «opéras» français en 1654:Le Triomphe de l’Amour sur des bergers et bergères
La question de savoir qui fut le premier à composer un opéra en France et en français est sujet à controverse. 
On a parfois cité Lully et Quinault avec la tragédie lyrique Cadmus et Hermione créée le 27 avril 1673.
On remonta à 1659  avec la Pastorale en Musique ou l'Opéra d'Issy, de Robert Cambert et Pierre Perrin, représentée en 1659. Aujourd’hui on cite Nicolas de Montreux et son Arimène ou le Berger désespéré de 1597 puis Charles Coypeau d’Assoucy et ses Amours d'Apollon et de Daphné de 1650, première « comédie en musique » française.
Entre ces diverses créations et huit ans après la représentation du premier opéra italien écrit expressément pour une production parisienne, Orfeo, de Luigi Rossi, on trouve le Triomphe de l’Amour sur des bergers et bergères. Publiée par Charles Chenault en 1654 et représentée au Louvre le 22 janvier 1655 pour Mazarin, en présence de Louis XIV, cette première pastorale connue ou comédie française est mise en musique par Michel de la Guerre sur un livret de Charles Beys. 
La musique en est disparue mais le livret existe toujours. Sur 12 pages, Climène méprise Lysis qui l'aime ; Philandre méprise Climène qui l'aime. Cloris ayme Lysis ; Lysis la méprise. Philandre aime Cloris ; Cloris méprise Philandre, etc. et tous ensemble de garder leur liberté, et de renoncer à l'Amour et à ses charmes… 
Cet opéra, retouché, fut redonné à la Cour au moins une fois, le 26 mars 1657.

## Autres œuvres
En 1661/62, il réédite le Triomphe de l’Amour… accompagné d'Œuvres en vers de divers Autheurs, mis en musique par Michel de La Guerre.
Ce recueil contient les pièces suivantes : 
- 1° Dialogue sur l'alliance de la France et de l'Espagne et sur la naissance de Mgr le Dauphin (Texte français et espagnol)
- 2° Air du mesme autheur, sur les promenades de la Reyne dans les allées de Fontainebleau (Le Sellier)
- 3° Air sur l'indifférence d'un amant (De Forcroy)
- 4° Autre air
- 5° Autre air (Chevalier)